# Llista d'espais d'interès geològic del domini Catalànide de Catalunya
Llista d'espais d'interès geològic del Domini Catalànide inclosos en l'Inventari d'espais d'interès geològic de Catalunya (IEIGC).
| Nom                                                         | Protecció                                                           | Tipus | Característiques                                                                   | Localització | Codi      | Imatge |
| ----------------------------------------------------------- | ------------------------------------------------------------------- | --- | ---------------------------------------------------------------------------------- | --- | --------- | --- |
| Modelat granític de la vall de Castellfollit                | PNIN Bosc de Poblet                                                 | Geozona | 239,6 ha Geomorfologia (Paleozoic)                                                 | Vimbodí i Poblet (Conca de Barberà) 41° 21′ 34″ N, 1° 03′ 19″ E / 41.359481°N,1.055318°E                                                                                      | IEIGC-301 | {{ca\|Modelat granític de la vall de Castellfollit (Vimbodí i Poblet)}} · {{WLE-AD-ES\|IEIGC-301}} · {{Object location dec\|41.359481\|1.055318\|region:ES-CT_type:forest_dim:2200_source:cawiki}} · [[Categoria:Geological sites in Catalonia]]             |
| Roca Llaurada                                               | ENP Montsant                                                        | Geozona | 442,53 ha Estratigrafia, Estructural (Paleogen)                                    | Ulldemolins (Priorat) 41° 18′ 50″ N, 0° 50′ 46″ E / 41.313969°N,0.846169°E | IEIGC-302 | {{ca\|Roca Llaurada (Ulldemolins)}} · {{WLE-AD-ES\|IEIGC-302}} · {{Object location dec\|41.313969\|0.846169\|region:ES-CT_type:forest_dim:3500_source:cawiki}} · [[Categoria:Geological sites in Catalonia]]                                                 |
| Cingles del Montsant                                        | ENP Serra del Montsant                                              | Geozona | 2.281,51 ha Estratigrafia (Paleozoic, Paleogen)                                    | Cornudella de Montsant, la Morera de Montsant, la Vilella Alta, la Vilella Baixa, Cabacés (Priorat) 41° 16′ 34″ N, 0° 50′ 48″ E / 41.276064°N,0.846551°E                      | IEIGC-303 | {{ca\|Cingles del Montsant (Priorat)}} · {{WLE-AD-ES\|IEIGC-303}} · {{Object location dec\|41.276064\|0.846551\|region:ES-CT_type:forest_dim:10000_source:cawiki}} · [[Categoria:Geozona del Montsant]]                                                      |
| Esculls de la Riba                                          | ENP Muntanyes de Prades (part occidental de la geozona)             | Geozona | 1.440,3 ha Paleontològic (Mesozoic)                                                | La Riba, Vilaverd (Alt Camp, Conca de Barberà) 41° 18′ 58″ N, 1° 09′ 51″ E / 41.316098°N,1.164068°E                                                                           | IEIGC-304 | {{ca\|Esculls de la Riba}} · {{WLE-AD-ES\|IEIGC-304}} · {{Object location dec\|41.316098\|1.164068\|region:ES-CT_type:forest_dim:6600_source:cawiki}} · [[Categoria:Geological sites in Catalonia]]                                                          |
| Prades - Siurana                                            | ENP Muntanyes de Prades                                             | Geozona | 2.302,68 ha Estratigrafia (Paleozoic, Mesozoic)                                    | Prades, la Febró, Cornudella de Montsant (Alt Camp, Priorat) 41° 16′ 17″ N, 0° 56′ 56″ E / 41.271291°N,0.948805°E                                                             | IEIGC-305 | {{ca\|Prades - Siurana}} · {{WLE-AD-ES\|IEIGC-305}} · {{Object location dec\|41.271291\|0.948805\|region:ES-CT_type:forest_dim:8100_source:cawiki}} · [[Categoria:Geozona Padres-Siurana]]                                                                   |
| Pedra d'Alcover                                             | Part ENP Muntanyes de Prades                                        | Geozona | 4.405,31 ha Estratigrafia, Paleogeogràfic (Mesozoic)                               | Montblanc, Mont-ral, Alcover (Alt Camp, Conca de Barberà) 41° 18′ 10″ N, 1° 04′ 29″ E / 41.302683°N,1.074625°E                                                                | IEIGC-306 | {{ca\|Pedra d'Alcover}} · {{WLE-AD-ES\|IEIGC-306}} · {{Object location dec\|41.302683\|1.074625\|region:ES-CT_type:forest_dim:11200_source:cawiki}} · [[Categoria:Geological sites in Catalonia]]                                                            |
| Coll d'Alforja - serra de la Mussara                        | Part ENP Muntanyes de Prades                                        | Geozona | 4.546,97 ha Estratigrafia (Paleozoic, Mesozoic)                                    | Alforja, Arbolí, l'Aleixar, Vilaplana, la Febró, l'Albiol (Baix Camp) 41° 15′ 04″ N, 1° 00′ 40″ E / 41.251134°N,1.011028°E                                                    | IEIGC-307 | {{ca\|Coll d'Alforja - serra de la Mussara (Baix Camp)}} · {{WLE-AD-ES\|IEIGC-307}} · {{Object location dec\|41.251134\|1.011028\|region:ES-CT_type:forest_dim:9700_source:cawiki}} · [[Categoria:Geological sites in Catalonia]]                            |
| Successió turbidítica paleozoica de Poboleda - Vilella Alta |                                                                     | Geozona | 1.036,63 ha Estratigrafia (Paleozoic)                                              | La Vilella Alta, Poboleda, la Morera de Montsant (Priorat) 41° 14′ 21″ N, 0° 48′ 25″ E / 41.239073°N,0.807057°E                                                               | IEIGC-308 | {{ca\|Successió turbidítica paleozoica de Poboleda - Vilella Alta (Priorat)}} · {{WLE-AD-ES\|IEIGC-308}} · {{Object location dec\|41.239073\|0.807057\|region:ES-CT_type:forest_dim:8200_source:cawiki}} · [[Categoria:Geological sites in Catalonia]]       |
| Mines de Bellmunt del Priorat                               |                                                                     | Geòtop | 84,18 ha Jaciments (Paleozoic)                                                     | Bellmunt del Priorat (Priorat) 41° 09′ 34″ N, 0° 45′ 33″ E / 41.159553°N,0.759206°E                                                                                           | IEIGC-309 | {{ca\|Mines de Bellmunt del Priorat}} · {{WLE-AD-ES\|IEIGC-309}} · {{Object location dec\|41.159553\|0.759206\|region:ES-CT_type:landmark_source:cawiki}} · [[Categoria:Mines de Bellmunt del Priorat]]                                                      |
| Encavalcaments de Pratdip - Llaberia i la Mola de Colldejou | ENP Serra de Llaberia                                               | Geozona | 3.317 ha Estratigrafia, Estructural (Mesozoic)                                     | Pratdip, Vandellòs i l'Hospitalet de l'Infant, Tivissa, Torre de Fontaubella, Colldejou (Conca de Barberà) 41° 04′ 31″ N, 0° 50′ 27″ E / 41.075413°N,0.84083°E                | IEIGC-310 | {{ca\|Encavalcaments de Pratdip - Llaberia i la Mola de Colldejou (Conca de Barberà)}} · {{WLE-AD-ES\|IEIGC-310}} · {{Object location dec\|41.075413\|0.84083\|region:ES-CT_type:forest_dim:8400_source:cawiki}} · [[Categoria:Geozona de Llaberia]]         |
| Cap de Salou                                                |                                                                     | Geozona | 62,62 ha Estratigrafia, Estructural (Mesozoic, Paleogen)                           | Salou, Tarragona (Tarragonès) 41° 03′ 49″ N, 1° 10′ 44″ E / 41.063724°N,1.179004°E                                                                                            | IEIGC-311 | {{ca\|Cap de Salou (Tarragonès)}} · {{WLE-AD-ES\|IEIGC-311}} · {{Object location dec\|41.063724\|1.179004\|region:ES-CT_type:forest_dim:2700_source:cawiki}} · [[Categoria:Geological sites in Catalonia]]                                                   |
| Serres de Tivissa i de la Creu                              | ENP Muntanyes de Tivissa-Vandellòs                                  | Geozona | 3.346,71 ha Estratigrafia (Mesozoic)                                               | Tivissa (Ribera d'Ebre) 41° 01′ 07″ N, 0° 42′ 53″ E / 41.018527°N,0.714683°E                                                                                                  | IEIGC-312 | {{ca\|Serres de Tivissa i de la Creu (Ribera d'Ebre)}} · {{WLE-AD-ES\|IEIGC-312}} · {{Object location dec\|41.018527\|0.714683\|region:ES-CT_type:forest_dim:6200_source:cawiki}} · [[Categoria:Geological sites in Catalonia]]                              |
| Vall de l'Ebre a Miravet                                    | Part ENP Aligars-Serra Fulletera i part ENP Serres de Cardó-el Boix | Geozona | 3.045,87 ha Petrologia (Mesozoic)                                                  | Benifallet, Rasquera, Miravet (Ribera d'Ebre, Baix Ebre) 40° 59′ 23″ N, 0° 32′ 25″ E / 40.989704°N,0.540406°E                                                                 | IEIGC-313 | {{ca\|Vall de l'Ebre a Miravet}} · {{WLE-AD-ES\|IEIGC-313}} · {{Object location dec\|40.989704\|0.540406\|region:ES-CT_type:forest_dim:10100_source:cawiki}} · [[Categoria:Geological sites in Catalonia]]                                                   |
| El Cenozoic de l'estació del Pinell de Brai                 | Part ENP Aligars-Serra Fulletera                                    | Geozona | 723,3 ha Estratigrafia, Estructural (Mesozoic, Paleogen)                           | Pinell de Brai (Terra Alta) 41° 00′ 10″ N, 0° 28′ 30″ E / 41.002899°N,0.475052°E                                                                                              | IEIGC-314 | {{ca\|El Cenozoic de l'estació del Pinell de Brai (Terra Alta)}} · {{WLE-AD-ES\|IEIGC-314}} · {{Object location dec\|41.002899\|0.475052\|region:ES-CT_type:forest_dim:3200_source:cawiki}} · [[Categoria:Geological sites in Catalonia]]                    |
| Prat del Comte - Fontcalda                                  | Serres de Pàndols-Cavalls                                           | Geozona | 1.123,5 ha Estratigrafia, Estructural (Mesozoic, Paleogen)                         | Gandesa, Prat de Comte, Bot (Terra Alta) 40° 59′ 56″ N, 0° 25′ 02″ E / 40.998964°N,0.417355°E                                                                                 | IEIGC-315 | {{ca\|Prat del Comte - Fontcalda (Terra Alta)}} · {{WLE-AD-ES\|IEIGC-315}} · {{Object location dec\|40.998964\|0.417355\|region:ES-CT_type:forest_dim:4700_source:cawiki}} · [[Categoria:Prat del Comte - Fontcalda]]                                        |
| Discordances sintectòniques de roques de Benet              | PNT els Ports                                                       | Geozona Geòtops: 1.- Discordança sintectònica de la Gronsa 2.- Acabament SW de l'encavalcament de la Serra d'en Cardona 3.- Paleovall dels conglomerats de les Roques de Benet 4.- L'Embut de la Gronsa. | 3.225,29 ha Estratigrafia, Estructural (Mesozoic, Paleogen)                        | Arnes, Horta de Sant Joan (Terra Alta) 40° 55′ 12″ N, 0° 19′ 40″ E / 40.919889°N,0.327644°E                                                                                   | IEIGC-316 | {{ca\|Discordances sintectòniques de roques de Benet (Terra Alta)}} · {{WLE-AD-ES\|IEIGC-316}} · {{Object location dec\|40.919889\|0.327644\|region:ES-CT_type:forest_dim:9900_source:cawiki}} · [[Categoria:Roques de Benet]]                               |
| Serra de Cardó                                              | ENP Serres de Cardó-el Boix                                         | Geozona | 4.309,47 ha Estratigrafia (Mesozoic)                                               | Tivenys, Benifallet, Rasquera (Ribera d'Ebre, Baix Ebre) 40° 56′ 15″ N, 0° 31′ 17″ E / 40.937499°N,0.521329°E                                                                 | IEIGC-317 | {{ca\|Serra de Cardó}} · {{WLE-AD-ES\|IEIGC-317}} · {{Object location dec\|40.937499\|0.521329\|region:ES-CT_type:forest_dim:11400_source:cawiki}} · [[Categoria:Serra de Cardó]]                                                                            |
| Mont Caro - el Toscar                                       | PNT els Ports                                                       | Geozona Geòtops: 1.- El Toscar | 7.083,08 ha Estratigrafia (Mesozoic)                                               | Roquetes, Alfara de Carles (Baix Ebre) 40° 48′ 48″ N, 0° 22′ 32″ E / 40.813416°N,0.375624°E                                                                                   | IEIGC-318 | {{ca\|Mont Caro - el Toscar (Baix Ebre)}} · {{WLE-AD-ES\|IEIGC-318}} · {{Object location dec\|40.813416\|0.375624\|region:ES-CT_type:forest_dim:12500_source:cawiki}} · [[Categoria:Geozona Mont Caro - el Toscar]]                                          |
| Montsià - Mata-redona                                       | ENP Serra de Montsià                                                | Geozona | 3.114,55 ha Estructural, Geomorfologia, Estratigrafia (Mesozoic)                   | Alcanar, Amposta, Freginals, Sant Carles de la Ràpita, Ulldecona (Montsià) 40° 37′ 52″ N, 0° 32′ 42″ E / 40.631204°N,0.5449°E                                                 | IEIGC-319 | {{ca\|Montsià - Mata-redona}} · {{WLE-AD-ES\|IEIGC-319}} · {{Object location dec\|40.631204\|0.5449\|region:ES-CT_type:forest_dim:8700_source:cawiki}} · [[Categoria:Serra del Montsià]]                                                                     |
| Front del Delta de l'Ebre (hemidelta nord)                  | PNT Delta de l'Ebre Zona Humida                                     | Geozona | 3.640,69 ha Estratigrafia (Neogen i Quaternari)                                    | Baix Ebre 40° 46′ 54″ N, 0° 45′ 22″ E / 40.781602°N,0.756025°E | IEIGC-320 | {{ca\|Front del Delta de l'Ebre (hemidelta nord)}} · {{WLE-AD-ES\|IEIGC-320}} · {{Object location dec\|40.781602\|0.756025\|region:ES-CT_type:forest_dim:16600_source:cawiki}} · [[Categoria:Geological sites in Catalonia]]                                 |
| Discordança del Brull i Paleozoic de l'Avencó               | PNT Montseny                                                        | Geozona Geòtops: 1.- Puig Castellar (el Brull) 2.- Riera de l'Avencó – La Móra | 2.109,45 ha Estratigrafia, Estructural (Paleozoic, Mesozoic, Paleogen)             | Aiguafreda, el Brull (Osona) 41° 47′ 08″ N, 2° 18′ 13″ E / 41.785512°N,2.303735°E                                                                                             | IEIGC-321 | {{ca\|Discordança del Brull i Paleozoic de l'Avencó (Vallès Oriental)}} · {{WLE-AD-ES\|IEIGC-321}} · {{Object location dec\|41.785512\|2.303735\|region:ES-CT_type:forest_dim:8600_source:cawiki}} · [[Categoria:Geological sites in Catalonia]]             |
| Mines de Sant Marçal (Montseny)                             | PNT Montseny                                                        | Geòtop | 101,69 ha Jaciments (Paleozoic)                                                    | Viladrau (Osona) 41° 48′ 19″ N, 2° 24′ 39″ E / 41.805235°N,2.41073°E | IEIGC-322 | {{ca\|Mines de Sant Marçal (Montseny)}} · {{WLE-AD-ES\|IEIGC-322}} · {{Object location dec\|41.805235\|2.41073\|region:ES-CT_type:landmark_source:cawiki}} · [[Categoria:Geological sites in Catalonia]]                                                     |
| Discordança pretriàsica a Can Agustí (pla de la Calma)      | PNT Montseny                                                        | Geòtop | 138,94 ha Estratigrafia, Estructural (Paleozoic, Mesozoic)                         | Aiguafreda, el Figueró i Montmany (Osona - Vallès Oriental) 41° 44′ 54″ N, 2° 17′ 49″ E / 41.748285°N,2.297044°E                                                              | IEIGC-323 | {{ca\|Discordança pretriàsica a Can Agustí, pla de la Calma (Vallès Oriental)}} · {{WLE-AD-ES\|IEIGC-323}} · {{Object location dec\|41.748285\|2.297044\|region:ES-CT_type:landmark_dim:1900_source:cawiki}} · [[Categoria:Geological sites in Catalonia]]   |
| Marbres de Gualba                                           | PNT Montseny                                                        | Geozona | 358,11 ha Petrologia (Paleozoic)                                                   | Gualba (Vallès Oriental) 41° 45′ 01″ N, 2° 29′ 01″ E / 41.750338°N,2.48359°E                                                                                                  | IEIGC-324 | {{ca\|Marbres de Gualba (Vallès Oriental)}} · {{WLE-AD-ES\|IEIGC-324}} · {{Object location dec\|41.750338\|2.48359\|region:ES-CT_type:forest_dim:2200_source:cawiki}} · [[Categoria:Geological sites in Catalonia]]                                          |
| Cingles de Bertí                                            | Part en ENP                                                         | Geozona | 724,65 ha Petrologia, Estratigrafia, Geomorfologia (Paleozoic, Mesozoic, Paleogen) | Figaró-Montmany (Vallès Oriental) 41° 42′ 49″ N, 2° 15′ 25″ E / 41.713503°N,2.257011°E                                                                                        | IEIGC-325 | {{ca\|Cingles de Bertí (Figaró-Montmany)}} · {{WLE-AD-ES\|IEIGC-325}} · {{Object location dec\|41.713503\|2.257011\|region:ES-CT_type:forest_dim:300_source:cawiki}} · [[Categoria:Cingles de Bertí]]                                                        |
| Mines d'Hortsavinyà (Montnegre)                             |                                                                     | Geòtop | 66,89 ha Jaciments (Paleozoic)                                                     | Tordera (Maresme) 41° 41′ 06″ N, 2° 36′ 47″ E / 41.684973°N,2.613091°E | IEIGC-326 | {{ca\|Mines d'Hortsavinyà, Montnegre (Tordera)}} · {{WLE-AD-ES\|IEIGC-326}} · {{Object location dec\|41.684973\|2.613091\|region:ES-CT_type:landmark_source:cawiki}} · [[Categoria:Geological sites in Catalonia]]                                           |
| Discordances progressives de Sant Salvador de les Espases   |                                                                     | Geozona Geòtops: 1.- Discordança interna als conglomerats de Sant Salvador de les Espases. 2.- Discordança interna a les Bretxes del Cairat a la zona de Sant Salvador de les Espases.                   | 64,48 ha Estratigrafia, Estructural (Paleozoic, Mesozoic, Paleogen)                | Esparreguera, Olesa de Montserrat (Baix Llobregat) 41° 35′ 05″ N, 1° 53′ 19″ E / 41.58477°N,1.888593°E                                                                        | IEIGC-327 | {{ca\|Discordances progressives de Sant Salvador de les Espases (Baix Llobregat)}} · {{WLE-AD-ES\|IEIGC-327}} · {{Object location dec\|41.58477\|1.888593\|region:ES-CT_type:forest_dim:1100_source:cawiki}} · [[Categoria:Geological sites in Catalonia]]   |
| Estació d'Olesa - riera de Sant Jaume                       |                                                                     | Geozona | 333 ha Estratigrafia, Hª Geològica (Paleozoic, Mesozoic, Paleogen)                 | Olesa de Montserrat (Baix Llobregat) 41° 34′ 08″ N, 1° 55′ 06″ E / 41.568975°N,1.918414°E                                                                                     | IEIGC-328 | {{ca\|Estació d'Olesa - riera de Sant Jaume (Baix Llobregat)}} · {{WLE-AD-ES\|IEIGC-328}} · {{Object location dec\|41.568975\|1.918414\|region:ES-CT_type:forest_dim:2300_source:cawiki}} · [[Categoria:Geological sites in Catalonia]]                      |
| Ribes Blaves                                                |                                                                     | Geòtop | 26,51 ha Estructural, Geomorfologia (Paleozoic, Neogen i Quaternari)               | Olesa de Montserrat (Baix Llobregat) 41° 33′ 30″ N, 1° 55′ 15″ E / 41.558371°N,1.920713°E                                                                                     | IEIGC-329 | {{ca\|Ribes Blaves (Olesa de Montserrat)}} · {{WLE-AD-ES\|IEIGC-329}} · {{Object location dec\|41.558371\|1.920713\|region:ES-CT_type:landmark_source:cawiki}} · [[Categoria:Geological sites in Catalonia]]                                                 |
| Falles de la fossa del Vallès a la Colònia Sedó             |                                                                     | Geòtop | 35,13 ha Estructural (Paleozoic, Neogen i Quaternari)                              | Esparreguera Colònia Sedó (Baix Llobregat) 41° 33′ 08″ N, 1° 51′ 57″ E / 41.552312°N,1.865945°E                                                                               | IEIGC-330 | {{ca\|Falles de la fossa del Vallès a la Colònia Sedó (Esparreguera)}} · {{WLE-AD-ES\|IEIGC-330}} · {{Object location dec\|41.552312\|1.865945\|region:ES-CT_type:landmark_source:cawiki}} · [[Categoria:Geological sites in Catalonia]]                     |
| Sant Procopi - els Mollons                                  | Interès paleontològic                                               | Geozona | 310,09 ha Estructural, Paleontològic (Paleozoic, Paleogen)                         | La Pobla de Claramunt (Anoia) 41° 33′ 21″ N, 1° 40′ 03″ E / 41.555716°N,1.667565°E                                                                                            | IEIGC-331 | {{ca\|Sant Procopi - els Mollons (la Pobla de Claramunt)}} · {{WLE-AD-ES\|IEIGC-331}} · {{Object location dec\|41.555716\|1.667565\|region:ES-CT_type:forest_dim:3600_source:cawiki}} · [[Categoria:Sant Procopi - els Mollons]]                             |
| Successió miocena dels Hostalets de Pierola                 |                                                                     | Geozona | 762,9 ha Estratigrafia, Paleontològic, Geomorfologia (Neogen i Quaternari)         | Els Hostalets de Pierola, Masquefa (Anoia) 41° 31′ 44″ N, 1° 47′ 31″ E / 41.528933°N,1.79183°E                                                                                | IEIGC-332 | {{ca\|Successió miocena dels Hostalets de Pierola (Anoia)}} · {{WLE-AD-ES\|IEIGC-332}} · {{Object location dec\|41.528933\|1.79183\|region:ES-CT_type:forest_dim:4100_source:cawiki}} · [[Categoria:Geological sites in Catalonia]]                          |
| Successió miocena de les Fonts de Terrassa - Montagut       | Interès paleontològic                                               | Geòtop | 767,48 ha Estratigrafia (Neogen i Quaternari)                                      | Terrassa (Vallès Occidental) 41° 32′ 23″ N, 2° 00′ 34″ E / 41.539669°N,2.009325°E                                                                                             | IEIGC-333 | {{ca\|Successió miocena de les Fonts de Terrassa - Montagut (Vallès Occidental)}} · {{WLE-AD-ES\|IEIGC-333}} · {{Object location dec\|41.539669\|2.009325\|region:ES-CT_type:landmark_dim:4700_source:cawiki}} · [[Categoria:Geological sites in Catalonia]] |
| Castell de Burriac                                          | Part ENP La Conreria-Sant Mateu-Céllecs                             | Geozona | 564,42 ha Petrologia, Hª Geològica (Paleozoic)                                     | Argentona, Cabrera de Mar, Cabrils (Maresme) 41° 32′ 28″ N, 2° 22′ 58″ E / 41.541061°N,2.38273°E                                                                              | IEIGC-334 | {{ca\|Geozona Castell de Burriac (Maresme)}} · {{WLE-AD-ES\|IEIGC-334}} · {{Object location dec\|41.541061\|2.38273\|region:ES-CT_type:forest_dim:3200_source:cawiki}} · [[Categoria:Geological sites in Catalonia]]                                         |
| Successió miocena de la Costa Blanca                        | Interès paleontològic                                               | Geozona | 441,84 ha Estratigrafia (Neogen i Quaternari)                                      | Castellbisbal (Vallès Occidental) 41° 29′ 16″ N, 1° 56′ 30″ E / 41.48791°N,1.941665°E                                                                                         | IEIGC-335 | {{ca\|Successió miocena de la Costa Blanca (Castellbisbal)}} · {{WLE-AD-ES\|IEIGC-335}} · {{Object location dec\|41.48791\|1.941665\|region:ES-CT_type:forest_dim:3400_source:cawiki}} · [[Categoria:Costa Blanca Miocene succession]]                       |
| Successió miocena inferior de puig de Pedrós i molí Calopa  | Interès paleontològic                                               | Geozona | 251,46 ha Estratigrafia (Neogen i Quaternari)                                      | Rubí, Sant Cugat del Vallès, el Papiol (Vallès Occidental, Baix Llobregat) 41° 28′ 00″ N, 2° 01′ 01″ E / 41.466796°N,2.016874°E                                               | IEIGC-336 | {{ca\|Successió miocena inferior de puig de Pedrós i molí Calopa}} · {{WLE-AD-ES\|IEIGC-336}} · {{Object location dec\|41.466796\|2.016874\|region:ES-CT_type:forest_dim:2500_source:cawiki}} · [[Categoria:Successió de puig Pedrós i molí Calopa]]         |
| Pedreres i mina Berta                                       |                                                                     | Geòtop | 33,26 ha Jaciments (Paleozoic)                                                     | Sant Cugat del Vallès (Vallès Occidental) 41° 27′ 34″ N, 2° 00′ 57″ E / 41.459433°N,2.015708°E                                                                                | IEIGC-337 | {{ca\|Pedreres i mina Berta (Sant Cugat del Vallès)}} · {{WLE-AD-ES\|IEIGC-337}} · {{Object location dec\|41.459433\|2.015708\|region:ES-CT_type:landmark_source:cawiki}} · [[Categoria:Berta Quarry]]                                                       |
| Escletxes del Papiol - Can Puig                             | Interès paleontològic ENP Serra de Collserola                       | Geozona | 395,49 ha Paleontològic (Paleozoic, Neogen i Quaternari)                           | El Papiol (Baix Llobregat) 41° 26′ 15″ N, 2° 01′ 10″ E / 41.437599°N,2.019433°E                                                                                               | IEIGC-338 | {{ca\|Escletxes del Papiol - Can Puig (Baix Llobregat)}} · {{WLE-AD-ES\|IEIGC-338}} · {{Object location dec\|41.437599\|2.019433\|region:ES-CT_type:forest_dim:2600_source:cawiki}} · [[Categoria:Escletxes del Papiol - Can Puig]]                          |
| Paleozoic de Collserola i Santa Creu d'Olorda               | ENP Serra de Collserola                                             | Geozona Geòtops: 1.- Puig d'Olorda 2.- Turó de Merlès 3.- Vallvidrera 4.- Carretera de les Aigües | 873,79 ha Estratigrafia, Estructural (Paleozoic)                                   | Barcelona, Sant Cugat del Vallès, Sant Just Desvern, Sant Feliu de Llobregat, Molins de Rei (Barcelonès, Baix Llobregat) 41° 24′ 49″ N, 2° 04′ 19″ E / 41.413598°N,2.072016°E | IEIGC-339 | {{ca\|Paleozoic de Collserola i Santa Creu d'Olorda}} · {{WLE-AD-ES\|IEIGC-339}} · {{Object location dec\|41.413598\|2.072016\|region:ES-CT_type:forest_dim:8200_source:cawiki}} · [[Categoria:Geozona de Collserola i Santa Creu d'Olorda]]                 |
| Esculls miocens de Sant Pau d'Ordal - Can Sala              | Interès paleontològic                                               | Geozona | 452,59 ha Paleontològic (Mesozoic, Neogen i Quaternari)                            | Subirats (Alt Penedès) 41° 23′ 30″ N, 1° 48′ 43″ E / 41.39155°N,1.812014°E | IEIGC-340 | {{ca\|Esculls miocens de Sant Pau d'Ordal - Can Sala (Subirats)}} · {{WLE-AD-ES\|IEIGC-340}} · {{Object location dec\|41.39155\|1.812014\|region:ES-CT_type:forest_dim:3300_source:cawiki}} · [[Categoria:Geological sites in Catalonia]]                    |
| Guixeres de Vilobí del Penedès                              |                                                                     | Geozona | 287,86 ha Petrologia (Mesozoic, Neogen i Quaternari)                               | Vilobí del Penedès, Font-rubí, Sant Martí Sarroca (Alt Penedès) 41° 23′ 02″ N, 1° 38′ 57″ E / 41.38391°N,1.649212°E                                                           | IEIGC-341 | {{ca\|Guixeres de Vilobí del Penedès (Alt Penedès)}} · {{WLE-AD-ES\|IEIGC-341}} · {{Object location dec\|41.38391\|1.649212\|region:ES-CT_type:forest_dim:2900_source:cawiki}} · [[Categoria:Guixeres de Vilobí del Penedès]]                                |
| Turons de Pacs del Penedès                                  |                                                                     | Geozona | 221,39 ha Estructural, Paleontològic (Mesozoic, Neogen i Quaternari)               | Pacs del Penedès (Alt Penedès) 41° 21′ 26″ N, 1° 40′ 36″ E / 41.357134°N,1.676559°E                                                                                           | IEIGC-342 | {{ca\|Turons de Pacs del Penedès (Alt Penedès)}} · {{WLE-AD-ES\|IEIGC-342}} · {{Object location dec\|41.357134\|1.676559\|region:ES-CT_type:forest_dim:2400_source:cawiki}} · [[Categoria:Turons de Pacs del Penedès]]                                       |
| Estructures tectòniques menors a Torrelles de Llobregat     |                                                                     | Geòtop | 1,71 ha Estratigrafia, Estructural (Paleozoic)                                     | Torrelles de Llobregat (Baix Llobregat) 41° 22′ 12″ N, 1° 59′ 12″ E / 41.369972°N,1.986584°E                                                                                  | IEIGC-343 | {{ca\|Estructures tectòniques menors a Torrelles de Llobregat (Baix Llobregat)}} · {{WLE-AD-ES\|IEIGC-343}} · {{Object location dec\|41.369972\|1.986584\|region:ES-CT_type:landmark_source:cawiki}} · [[Categoria:Geological sites in Catalonia]]           |
| Montjuïc                                                    |                                                                     | Geozona Geòtops: 1.- Riviere 2.- Sot del Migdia 3.- Morrot | 57,23 ha Hª Geològica (Neogen i Quaternari)                                        | Barcelona (Barcelonès) 41° 21′ 32″ N, 2° 09′ 38″ E / 41.358795°N,2.16058°E | IEIGC-344 | {{ca\|Montjuïc (Barcelona)}} · {{WLE-AD-ES\|IEIGC-344}} · {{Object location dec\|41.358795\|2.16058\|region:ES-CT_type:forest_dim:2200_source:cawiki}} · [[Categoria:Montjuïc]]                                                                              |
| Falles normals de l'Arboçar del Penedès                     |                                                                     | Geozona | 820 ha Estructural (Mesozoic, Neogen i Quaternari)                                 | Olèrdola, Avinyonet del Penedès (Alt Penedès) 41° 19′ 57″ N, 1° 45′ 17″ E / 41.332504°N,1.754587°E                                                                            | IEIGC-345 | {{ca\|Falles normals de l'Arboçar del Penedès (Alt Penedès)}} · {{WLE-AD-ES\|IEIGC-345}} · {{Object location dec\|41.332504\|1.754587\|region:ES-CT_type:forest_dim:4100_source:cawiki}} · [[Categoria:Geological sites in Catalonia]]                       |
| Sant Miquel d'Olèrdola                                      | ENP Olèrdola, interès arqueològic                                   | Geòtop | 166,27 ha Paleontològic (Mesozoic, Neogen i Quaternari)                            | Olèrdola (Alt Penedès) 41° 18′ 14″ N, 1° 42′ 21″ E / 41.303809°N,1.705818°E                                                                                                   | IEIGC-346 | {{ca\|Muntanya de Sant Miquel d'Olèrdola (Alt Penedès)}} · {{WLE-AD-ES\|IEIGC-346}} · {{Object location dec\|41.303809\|1.705818\|region:ES-CT_type:landmark_dim:2700_source:cawiki}} · [[Categoria:Geological sites in Catalonia]]                          |
| Eramprunyà - la Desfeta                                     | Part en PNT del Garraf                                              | Geozona | 429,04 ha Estratigrafia (Paleozoic, Mesozoic)                                      | Gavà, Begues (Baix Llobregat) 41° 18′ 48″ N, 1° 57′ 11″ E / 41.313229°N,1.952951°E                                                                                            | IEIGC-347 | {{ca\|Eramprunyà - la Desfeta (Baix Llobregat)}} · {{WLE-AD-ES\|IEIGC-347}} · {{Object location dec\|41.313229\|1.952951\|region:ES-CT_type:forest_dim:3000_source:cawiki}} · [[Categoria:Eramprunyà - la Desfeta]]                                          |
| Massís del Garraf                                           | PNT del Garraf                                                      | Geozona | 2.125,09 ha Estratigrafia, Paleontologia, Geomorfologia (Mesozoic)                 | Begues, Sitges (Baix Llobregat, Garraf) 41° 17′ 25″ N, 1° 53′ 16″ E / 41.290305°N,1.887811°E                                                                                  | IEIGC-348 | {{ca\|Massís del Garraf}} · {{WLE-AD-ES\|IEIGC-348}} · {{Object location dec\|41.290305\|1.887811\|region:ES-CT_type:forest_dim:6200_source:cawiki}} · [[Categoria:Geological sites in Catalonia]]                                                           |
| Miocè de Castellet i la Gornal                              | ENP el Foix                                                         | Geozona | 954,16 ha Estratigrafia (Mesozoic, Neogen i Quaternari)                            | Castellet i la Gornal (Alt Penedès) 41° 15′ 52″ N, 1° 38′ 46″ E / 41.26434°N,1.646047°E                                                                                       | IEIGC-349 | {{ca\|Miocè de Castellet i la Gornal (Alt Penedès)}} · {{WLE-AD-ES\|IEIGC-349}} · {{Object location dec\|41.26434\|1.646047\|region:ES-CT_type:forest_dim:6100_source:cawiki}} · [[Categoria:Geological sites in Catalonia]]                                 |
| Sant Miquel del Fai i encavalcaments de la vall de Tenes    | Part en ENP Cingles de Bertí                                        | Geozona Geòtops: 1.- Encavalcament al Parc de Can Badell (Bigues) 2.- Buntsandstein a Can Prat de la Riba 3.- Conglomerats sintectònics paleògens a Riells 4.- Sant Miquel del Fai                       | 1.345,72 ha Estratigrafia, Estructural (Paleozoic, Mesozoic, Paleogen)             | Bigues i Riells, Sant Quirze Safaja, Sant Feliu de Codines (Vallès Oriental) 41° 41′ 50″ N, 2° 12′ 22″ E / 41.697226°N,2.206165°E                                             | IEIGC-350 | {{ca\|Sant Miquel del Fai i encavalcaments de la vall de Tenes (Vallès Oriental)}} · {{WLE-AD-ES\|IEIGC-350}} · {{Object location dec\|41.697226\|2.206165\|region:ES-CT_type:forest_dim:6200_source:cawiki}} · [[Categoria:Vall de Sant Miquel]]            |
| Guilleries (Pasteral - Susqueda)                            | Part ENP les Guilleries                                             | Geozona Geòtops: 1.- Presa de Susqueda 2.- El Clascar 3.- Serrat de les Salleres Velles - Embassament del Pasteral                                                                                       | 1.129,74 ha Petrologia, Estratigrafia (Paleozoic)                                  | Amer, la Cellera de Ter, Osor, Susqueda (Selva) 41° 58′ 41″ N, 2° 32′ 14″ E / 41.977931°N,2.537285°E                                                                          | IEIGC-351 | {{ca\|Guilleries, Pasteral - Susqueda (Selva)}} · {{WLE-AD-ES\|IEIGC-351}} · {{Object location dec\|41.977931\|2.537285\|region:ES-CT_type:forest_dim:7000_source:cawiki}} · [[Categoria:Geological sites in Catalonia]]                                     |
| Discordances de la platja del Racó i de la punta de la Creu | Part en ENP Muntanyes de Begur                                      | Geòtop | 11,64 ha Petrologia, Estratigrafia (Paleozoic, Paleogen)                           | Begur (Baix Empordà) 41° 58′ 51″ N, 3° 12′ 34″ E / 41.980854°N,3.209555°E | IEIGC-352 | {{ca\|Discordances de la platja del Racó i de la punta de la Creu (Begur)}} · {{WLE-AD-ES\|IEIGC-352}} · {{Object location dec\|41.980854\|3.209555\|region:ES-CT_type:landmark_dim:1400_source:cawiki}} · [[Categoria:Geological sites in Catalonia]]       |
| Paleozoic del massís de Begur                               | Part en ENP Muntanyes de Begur                                      | Geòtop | 30,88 ha Estratigrafia, Estructural (Paleozoic)                                    | Begur (Baix Empordà) 41° 57′ 51″ N, 3° 12′ 33″ E / 41.964064°N,3.209283°E | IEIGC-353 | {{ca\|Paleozoic del massís de Begur (Baix Empordà)}} · {{WLE-AD-ES\|IEIGC-353}} · {{Object location dec\|41.964064\|3.209283\|region:ES-CT_type:landmark_dim:800_source:cawiki}} · [[Categoria:Geological sites in Catalonia]]                               |
| Eixam de dics a Aiguablava i Aigua-xellida                  |                                                                     | Geòtop | 11,53 ha Petrologia, Hª Geològica (Paleozoic)                                      | Begur (Baix Empordà) 41° 55′ 55″ N, 3° 13′ 06″ E / 41.931868°N,3.218361°E | IEIGC-354 | {{ca\|Eixam de dics a Aiguablava i Aigua-xellida (Begur)}} · {{WLE-AD-ES\|IEIGC-354}} · {{Object location dec\|41.931868\|3.218361\|region:ES-CT_type:landmark_dim:900_source:cawiki}} · [[Categoria:Geological sites in Catalonia]]                         |
| Intrusions de granitoides a Cala Pedrosa                    |                                                                     | Geòtop | 27,75 ha Petrologia, hist. Geològica (Paleozoic)                                   | Palafrugell (Baix Empordà) 41° 54′ 12″ N, 3° 12′ 30″ E / 41.90323°N,3.208458°E                                                                                                | IEIGC-355 | {{ca\|Intrusions de granitoides a Cala Pedrosa (Palafrugell)}} · {{WLE-AD-ES\|IEIGC-355}} · {{Object location dec\|41.90323\|3.208458\|region:ES-CT_type:landmark_dim:1600_source:cawiki}} · [[Categoria:Geological sites in Catalonia]]                     |
| Crosa de Sant Dalmai                                        | ENP Volcà de la Crosa                                               | Geòtop | 134,19 ha Petrologia, Geomorfologia (Neogen i Quaternari)                          | Vilobí d'Onyar, Aiguaviva, Bescanó (Selva) 41° 55′ 20″ N, 2° 44′ 13″ E / 41.922252°N,2.736848°E                                                                               | IEIGC-356 | {{ca\|Crosa de Sant Dalmai (Selva)}} · {{WLE-AD-ES\|IEIGC-356}} · {{Object location dec\|41.922252\|2.736848\|region:ES-CT_type:landmark_source:cawiki}} · [[Categoria:Volcà de la Crosa]]                                                                   |
| Cap Gros, la Fosca i Sant Esteve                            |                                                                     | Geozona Geòtops: 1.- Cala Margarida i Cap Gros (vessant sud) 2.- Cap Gros (vessant NE) 3.- San Esteve - punta d'es Castell                                                                               | 13,13 ha Petrologia, hist. geològica (Paleozoic)                                   | Palamós (Baix Empordà) 41° 51′ 05″ N, 3° 08′ 42″ E / 41.851326°N,3.145007°E                                                                                                   | IEIGC-357 | {{ca\|Cap Gros, la Fosca i Sant Esteve (Palamós)}} · {{WLE-AD-ES\|IEIGC-357}} · {{Object location dec\|41.851326\|3.145007\|region:ES-CT_type:forest_dim:500_source:cawiki}} · [[Categoria:Geological sites in Catalonia]]                                   |
| Roques granítiques a s'Agaró                                |                                                                     | Geòtop | 12,97 ha Petrologia, hist. geològica (Paleozoic)                                   | Castell-Platja d'Aro, Sant Feliu de Guíxols (Baix Empordà) 41° 47′ 35″ N, 3° 03′ 34″ E / 41.793041°N,3.059439°E                                                               | IEIGC-358 | {{ca\|Roques granítiques a s'Agaró (Baix Empordà)}} · {{WLE-AD-ES\|IEIGC-358}} · {{Object location dec\|41.793041\|3.059439\|region:ES-CT_type:landmark_source:cawiki}} · [[Categoria:Roques de s'Agaró]]                                                    |
| Roques volcàniques carboníferes de la serra de Miramar      | Part ENP Tossal Gros de Miramar                                     | Geozona Geòtops: 1.- Espilites de Figuerola | 524,97 ha Petrologia (Paleozoic)                                                   | Figuerola del Camp (Alt Camp) 41° 22′ 38″ N, 1° 15′ 08″ E / 41.377236°N,1.252273°E                                                                                            | IEIGC-359 | {{ca\|Roques volcàniques carboníferes de la serra de Miramar (Figuerola del Camp)}} · {{WLE-AD-ES\|IEIGC-359}} · {{Object location dec\|41.377236\|1.252273\|region:ES-CT_type:forest_dim:3100_source:cawiki}} · [[Categoria:Geological sites in Catalonia]] |
| Jaciments fossilífers de la Torrevileta                     | Interès paleontològic                                               | Geozona Geòtops: 1.- Jaciment paleontològic de Molí dels Frares - Puig Castellar. 2.- Talús de la rotonda de La Palma. 3.- Talús de Cervelló. 4.- Turó de Les Canals                                     | 366,83 ha Paleontològic (Paleozoic)                                                | Cervelló, la Palma, Sant Vicenç dels Horts (Baix Llobregat) 41° 23′ 35″ N, 1° 58′ 37″ E / 41.393136°N,1.977067°E                                                              | IEIGC-360 | {{ca\|Jaciments fossilífers de la Torrevileta (Baix Llobregat)}} · {{WLE-AD-ES\|IEIGC-360}} · {{Object location dec\|41.393136\|1.977067\|region:ES-CT_type:forest_dim:3000_source:cawiki}} · [[Categoria:Geological sites in Catalonia]]                    |
| Conglomerats, gresos, argiles i calcàries de Montgat        |                                                                     | Geòtop | 15,23 ha Estratigrafia (Paleozoic, Terciari)                                       | Montgat (Maresme) 41° 28′ 03″ N, 2° 16′ 36″ E / 41.467426°N,2.276566°E | IEIGC-361 | {{ca\|Conglomerats, gresos, argiles i calcàries de Montgat (Maresme)}} · {{WLE-AD-ES\|IEIGC-361}} · {{Object location dec\|41.467426\|2.276566\|region:ES-CT_type:landmark_source:cawiki}} · [[Categoria:Turó de Montgat]]                                   |
| Formes granítiques de l'Ardenya                             | ENP Massís de les Cadiretes                                         | Geozona Geòtops: 1.- GTI 1. Roca cavallera de la Pedralta 2. -GTI 2. Doms de Solius | 340,13 ha Geomorfologia rellevent, petrologia (Paleozoic)                          | Sant Feliu de Guíxols, Santa Cristina d'Aro (Baix Empordà) 41° 47′ 52″ N, 2° 58′ 13″ E / 41.797712°N,2.97021°E                                                                | IEIGC-362 | {{ca\|Formes granítiques de l'Ardenya (Baix Empordà)}} · {{WLE-AD-ES\|IEIGC-362}} · {{Object location dec\|41.797712\|2.97021\|region:ES-CT_type:forest_dim:3500_source:cawiki}} · [[Categoria:Geozona Formes granítiques de l'Ardenya (Baix Empordà)]]      |

## Llegenda i glossari
- Protecció:
  - PNC: parc nacional
  - PNT: parc natural
  - PNIN: paratge natural d'interès nacional
  - ENP: espai d'interès natural